# Bulla (amulet)

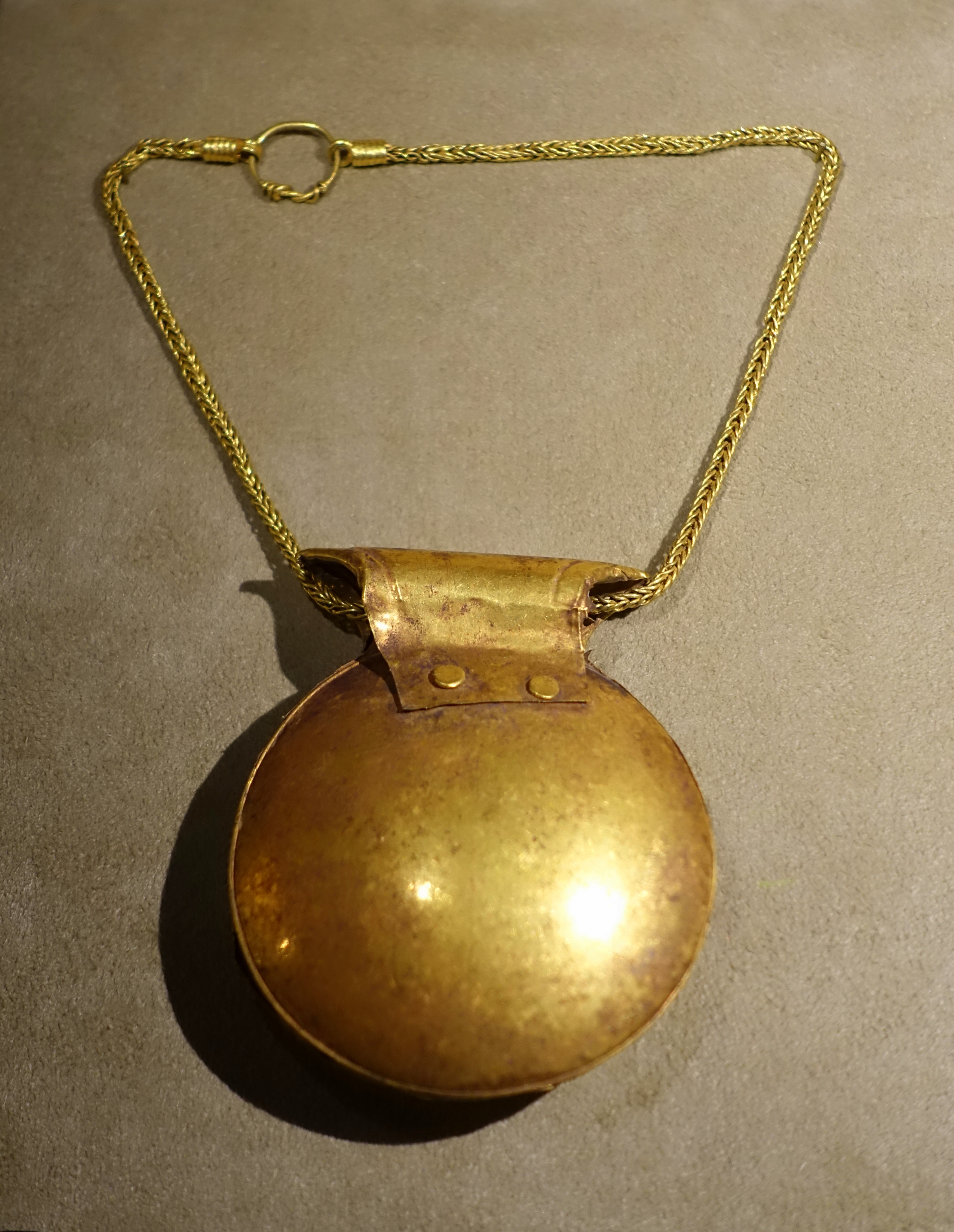
Una bulla de forma lenticular trobada a Òstia, de l'època d'August. Feta d'or. Museo Gregoriano Etrusco - Museus Vaticans

La bulla era un amulet que es portava penjat al coll i es posava, a l'antiga Roma, a tots els nens mascles al cap de nou dies d'haver nascut.
Les bulles romanes eren objectes enigmàtics de plom, de vegades coberts amb làmina d'or, si la família s'ho podia permetre. Es portava una bulla com a medalló per protegir-se dels esperits i de les forces malignes. Les bulles estaven fetes de diferents materials, segons la riquesa de la família.
Abans de l'edat adulta, els nois romans portaven una bulla, subjectada al coll amb una cadena, i una bossa rodona que contenia amulets protectors (generalment símbols fàl·lics o fascinus). La bulla d'un nen de l'aristocràcia era feta d'or, i Macrobi i Plini el Vell l'anomenen bulla aurea. Les bulles més senzilles es feien amb materials de cuir i de roba. Es fabricaven amb dues planxes còncaves unides per una frontissa i a dins s'hi guardava l'amulet.
Un nen nascut lliure portava una bulla fins que arribava a la majoria d'edat com a ciutadà romà. Abans de posar-se la toga virilis («toga de la virilitat») feia ofrena de la seva bulla infantil a les divinitats domèstiques dels seus pares, els Lares.
La bulla i la Toga pretexta eren d'origen etrusc, i Juvenal l'anomena aurum etruscum. Tant els homes com les dones es representaven amb freqüència en l'art etrusc amb collarets i polseres formats per bulles que segurament contenien amulets. Plutarc diu que les bulles van ser introduïdes per primera vegada a Roma pels generals que celebraven un triomf a imitació dels reis etruscs i els Lucumones, però Plini el Vell diu que el costum de què els nens en portessin el va iniciar Tarquini Prisc, que en va concedir una al seu fill, que havia matat un enemic mentre encara era infant. La bulla la portaven originàriament només els fills dels patricis, però després la van portar tots els nens de naixement lliure, explica Ciceró. Als fills dels lliberts només se'ls permetia portar un ornament semblant a una bulla fet de cuir. En arribar a la majoria d'edat els nois es treien la bulla, juntament amb la toga pretexta, que es consagrava als Lares. La bulla de vegades es penjava com a ornament com un encanteri al front o al coll dels animals de companyia.